# Saccobolus glaber
Saccobolus glaber är en svampart som först beskrevs av Christiaan Hendrik Persoon, och fick sitt nu gällande namn av Lambotte 1887. Saccobolus glaber ingår i släktet Saccobolus och familjen Ascobolaceae.  Arten är reproducerande i Sverige. Inga underarter finns listade i Catalogue of Life.